# 篭島優輝
篭島 優輝（かごしま ゆうき、1994年1月15日 - ）は、ジャパンラグビーリーグワン日野レッドドルフィンズに所属する日本のラグビー選手。

## プロフィール
- 神奈川県出身[1]。
- ポジションはスクラムハーフ(SH)。
- 身長 166 cm、体重 73 kg
- ニックネームはカゴ。

## 略歴
2012年、東京高校卒業後、東洋大学に入る。
2016年、東洋大学卒業後、ヤマハ発動機ジュビロ(現・静岡ブルーレヴズ)に加入。同年10月15日に行われたジャパンラグビートップリーグ第7節のHonda HEAT戦に途中出場で公式戦初出場を果たす。
2022年、静岡ブルーレヴズを退団した。
2023年、日野レッドドルフィンズに加入。